# Sint-Corneliuskerk (Borgharen)
De Sint-Corneliuskerk, oorspronkelijk Sint-Martinuskerk, is een rooms-katholiek kerkgebouw aan de Kerkstraat 10 in Borgharen, in de gemeente Maastricht. De kerk is een gemeentelijk monument. Een aantal voorwerpen in de kerk heeft de status van rijksmonument.

## Geschiedenis
De kerk werd eind 19e eeuw gebouwd ter vervanging van een gotische kerk uit de 15e eeuw, maar waarschijnlijk was er al in de 14e eeuw een kerk in Borgharen, gewijd aan de heilige Martinus van Tours. De oude kerk werd omstreeks 1890 afgebroken.

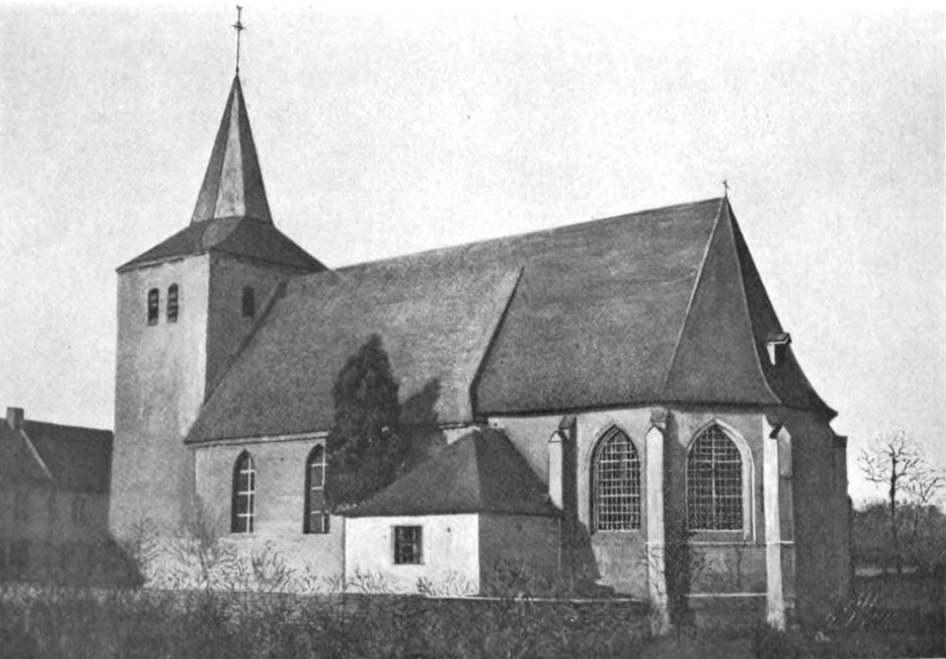
Oude parochiekerk
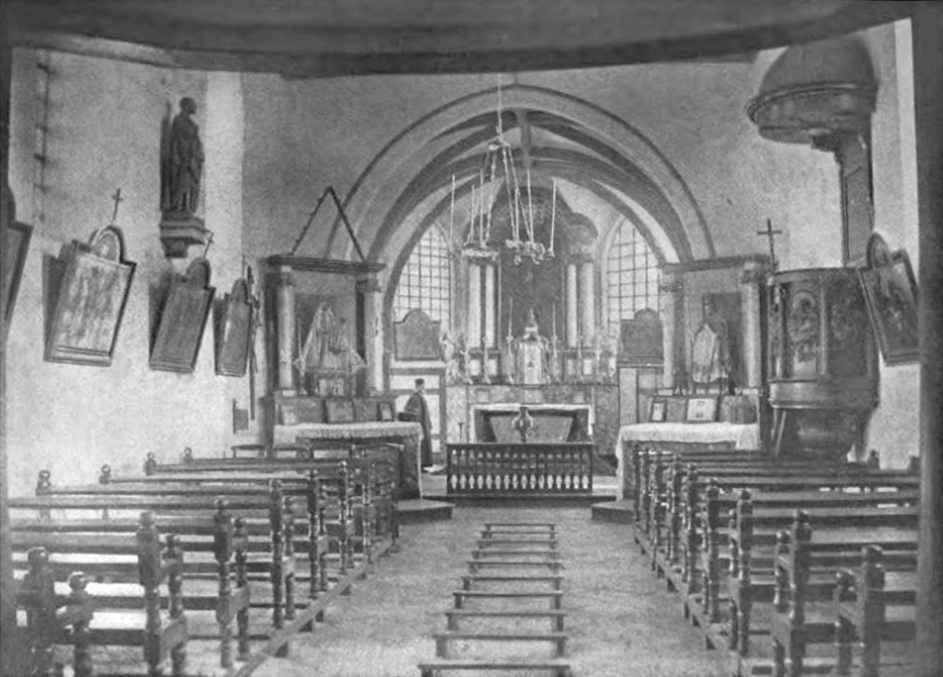
Idem, interieur

De nieuwe kerk werd op 23 september 1891 gewijd door de Roermondse bisschop Boermans. Tot 1979 was de kerk gewijd aan Sint-Martinus. Na de annexatie van Borgharen door Maastricht was er verwarring door de aanwezigheid van drie Martinuskerken in de gemeente. Sinds 1979 is de heilige Cornelius, die hier sinds de 18e eeuw werd vereerd, patroonheilige van de kerk.
Op 13 april 2025 werd de kerk plotseling gesloten vanwege de slechte staat van het gebouw. De houten plafonddraagconstructie bleek te zijn doorgerot, waardoor er volgens de pastoor een groot risico bestond op instorting. De geplande Paasviering werd verplaatst naar Itteren.

## Beschrijving

### Exterieur
De kerk is een ontwerp van Johannes Kayser uit 1887. Het is een eenbeukige kruiskerk in neogotische stijl, met aan de westzijde een klokkentoren met ingesnoerde naaldspits. Het schip telt drie traveeën, gevolgd door het transept en het driezijdig gesloten priesterkoor.

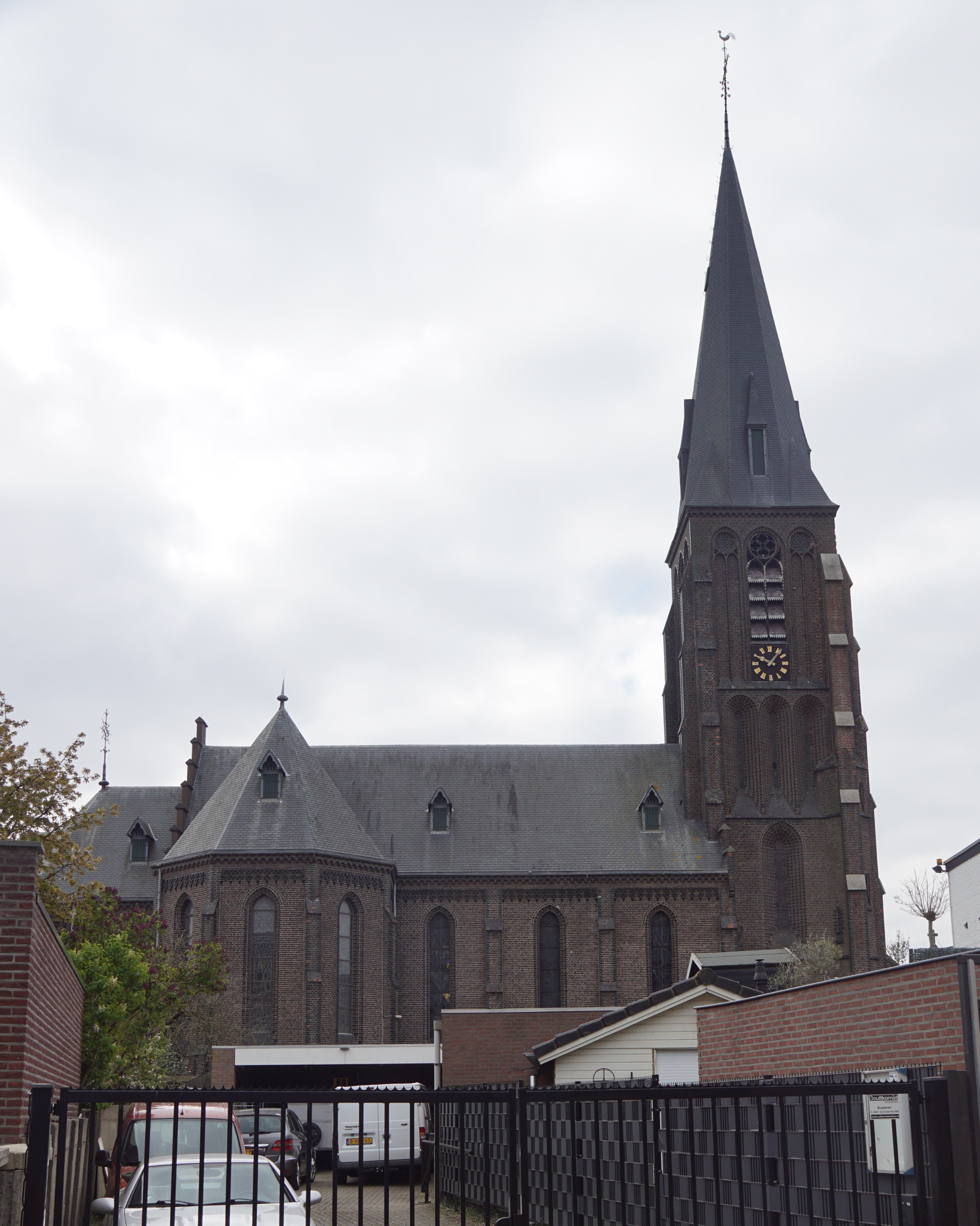
Zicht vanaf Spekstraat
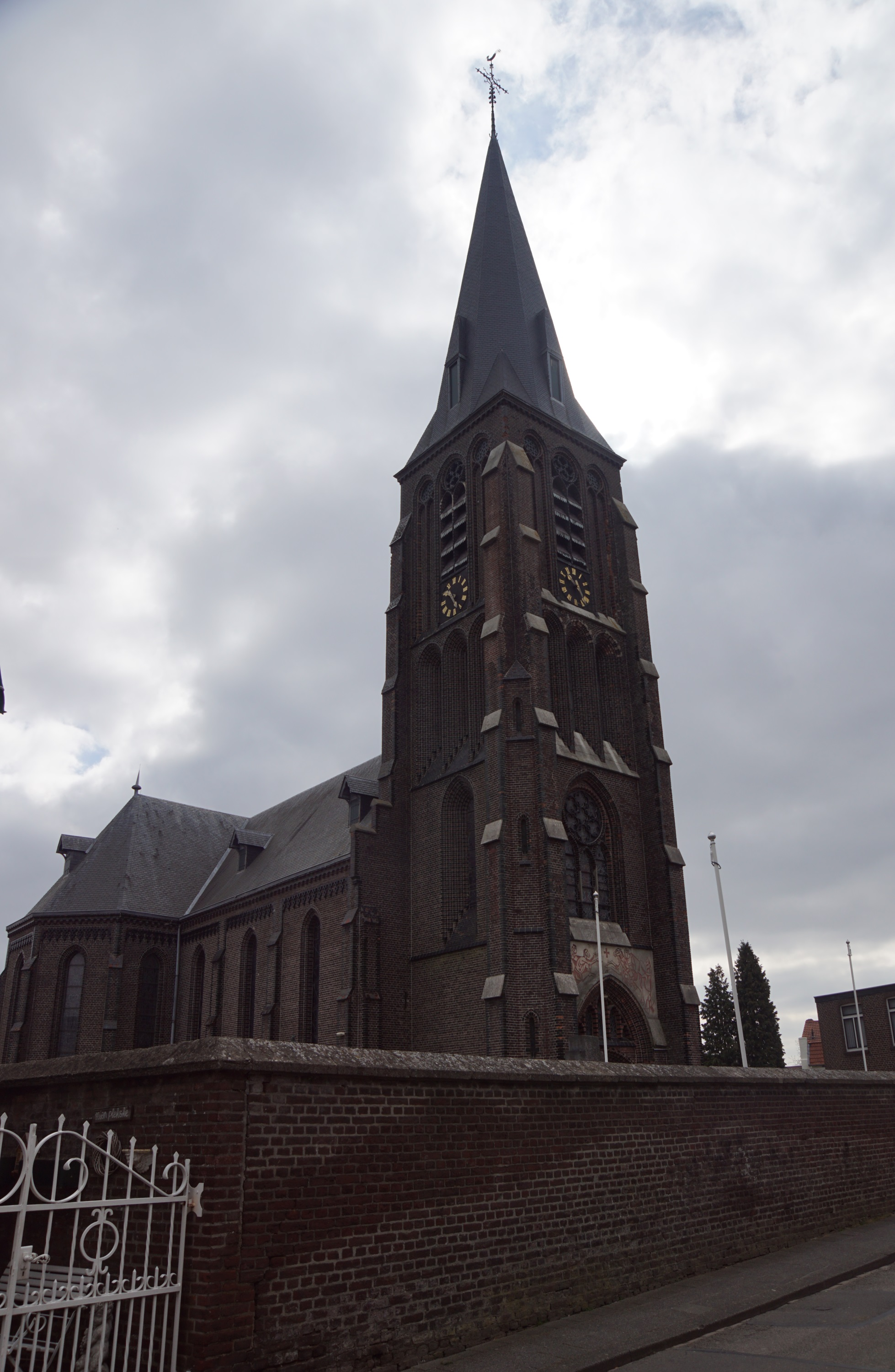
Zicht vanaf Kerkstraat
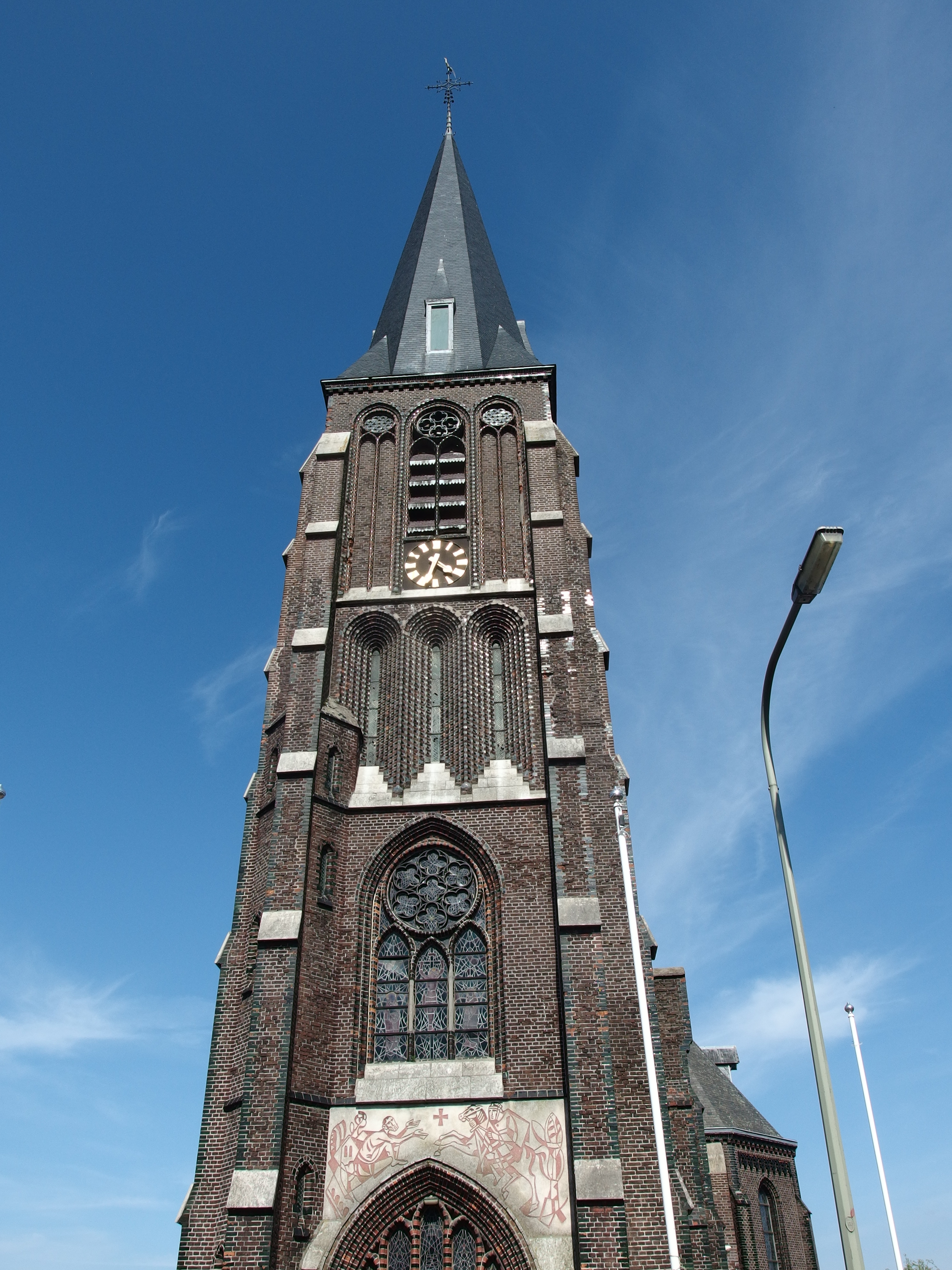
Kerktoren
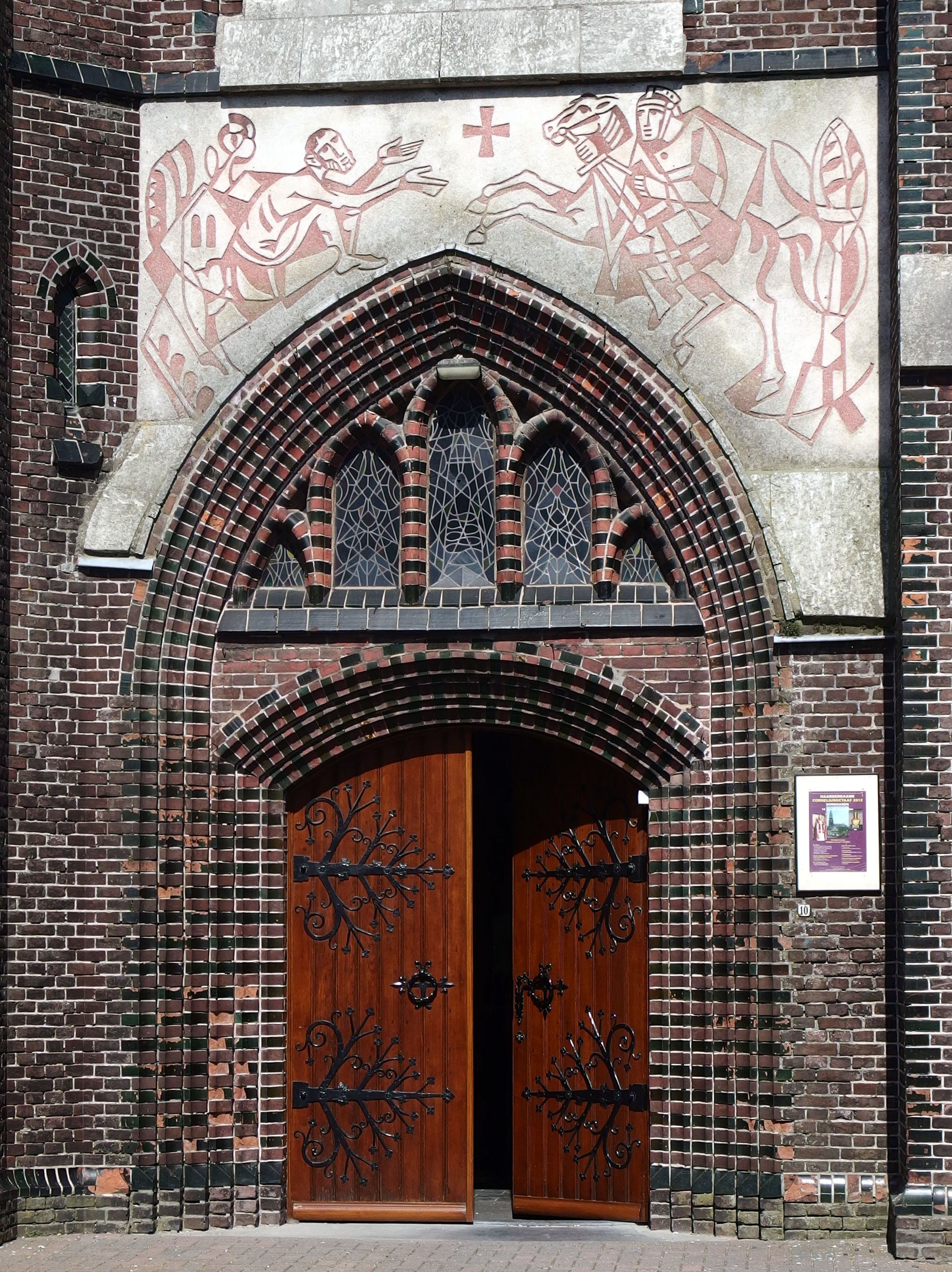
Portaal
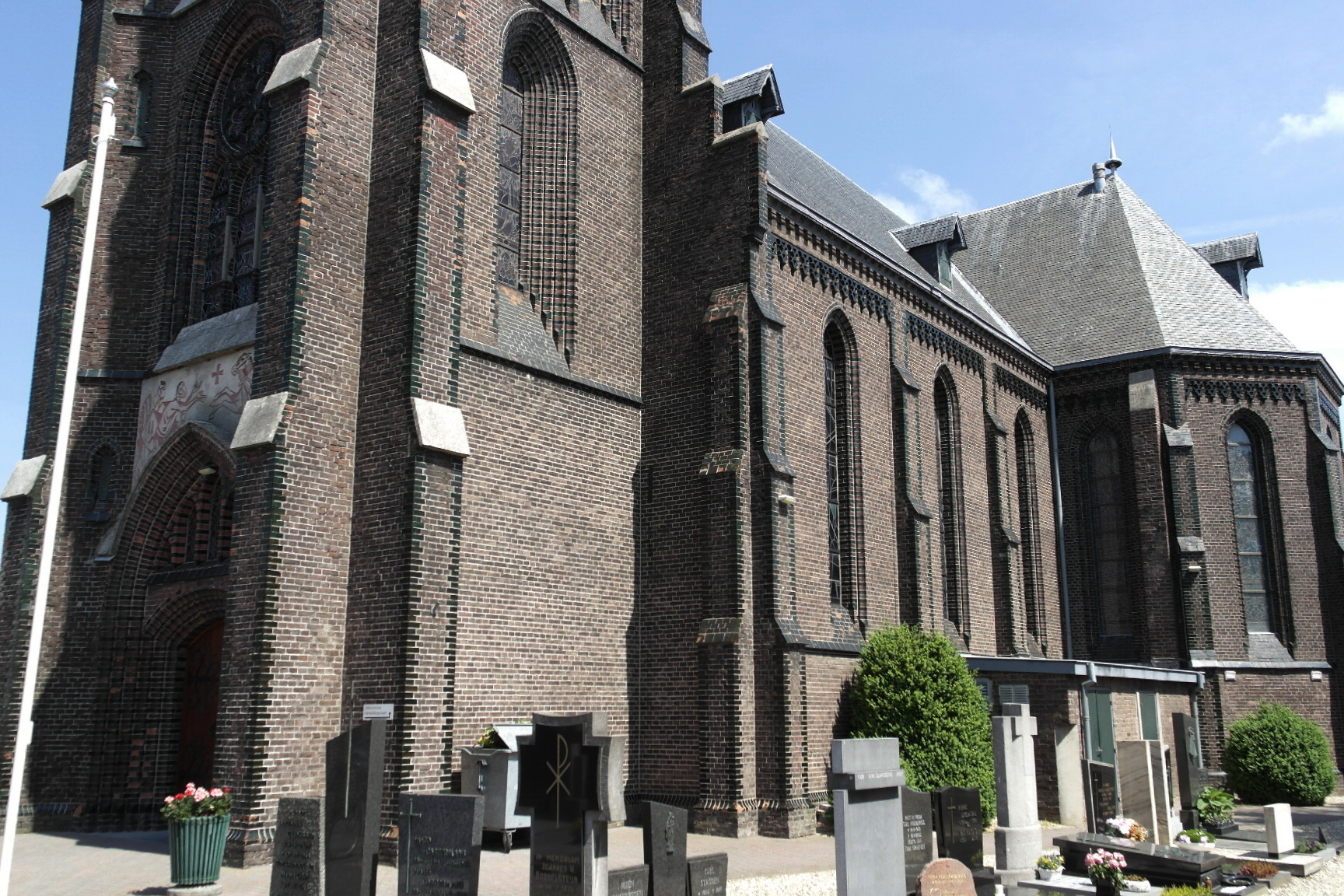
Zuidwestzijde
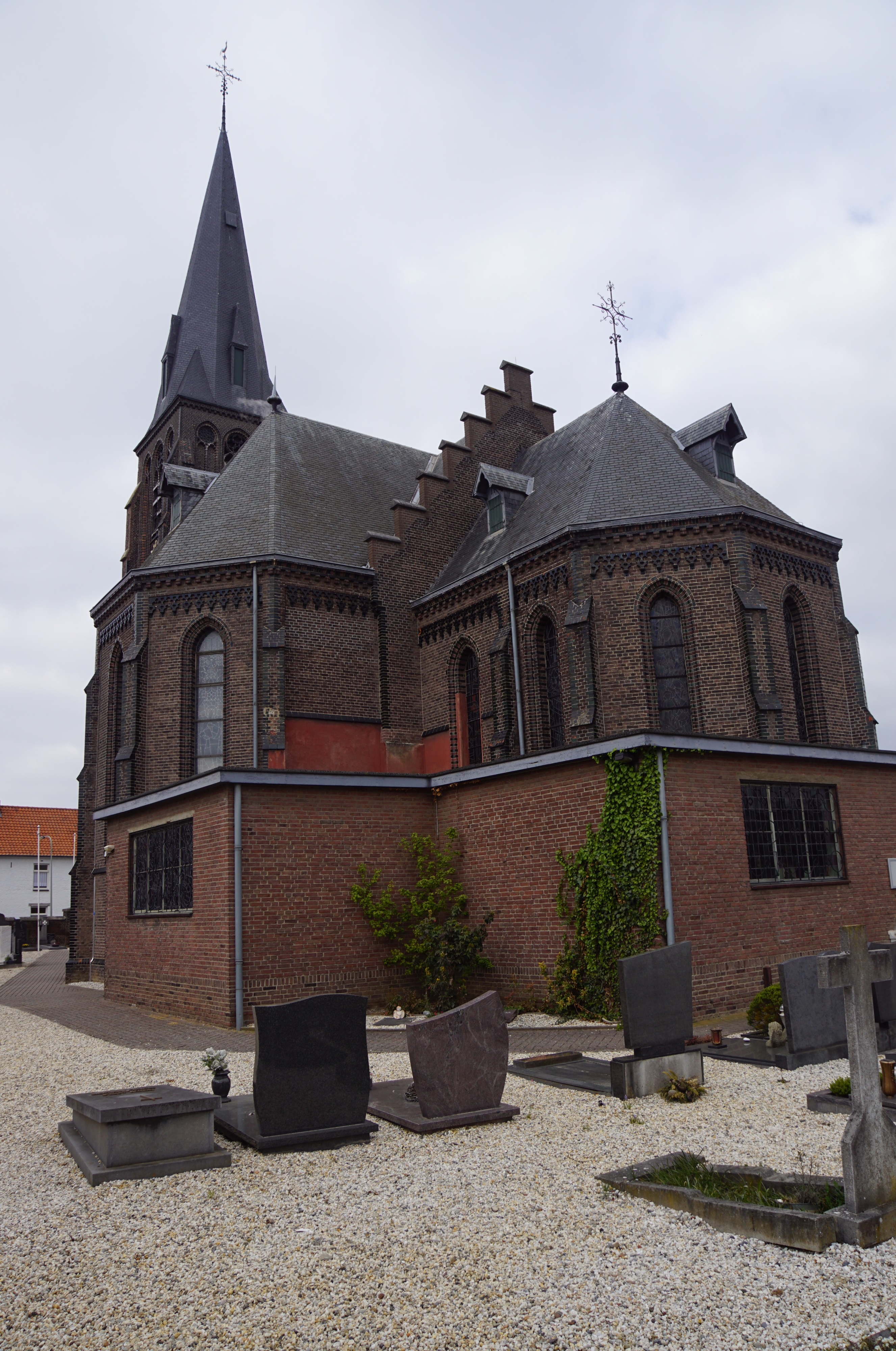
Zicht vanaf kerkhof

### Interieur
Het interieur wordt overdekt door gemetselde kruisribgewelven.
In de kerk bevinden zich twee grafstenen uit 1535 en 1720. Het doopvont is uit de 15e eeuw. De twee luidklokken werden in 1699 gegoten door Alexis Julien.  Deze voorwerpen zijn aangemerkt als rijksmonument. In de kerk staat een Maria-met-kind, een zogenaamde staakmadonna, uit circa 1845. Verder heeft de kerk een Corneliusaltaar met een beeld van de heilige Cornelius uit de 18e eeuw. Het bovenste deel van het altaar in deze kapel stamt uit 1906 en het onderste deel uit 1962. De kapel bevat twee voorstellingen uit het leven van de H. Cornelius, namelijk de genezing van een zieke vrouw en de kroning tot paus. Het vergulde bronzen borstbeeld met relikwie van de H. Cornelius dateert van 2002. Een tweede relikwie wordt in de sacristie bewaard. De kerk beschikt tevens over een relikwie van de H. Martinus.

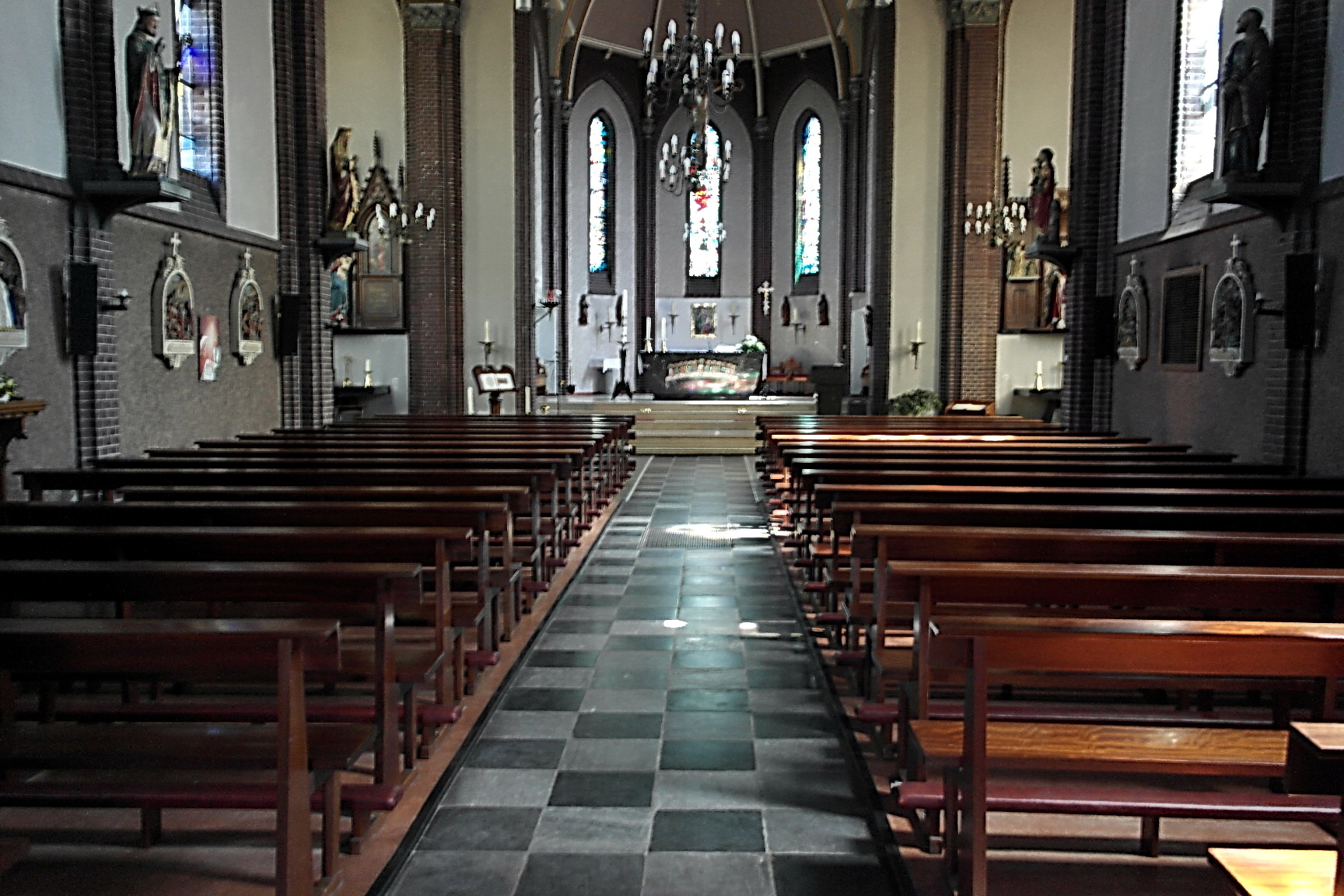
Zicht naar het koor
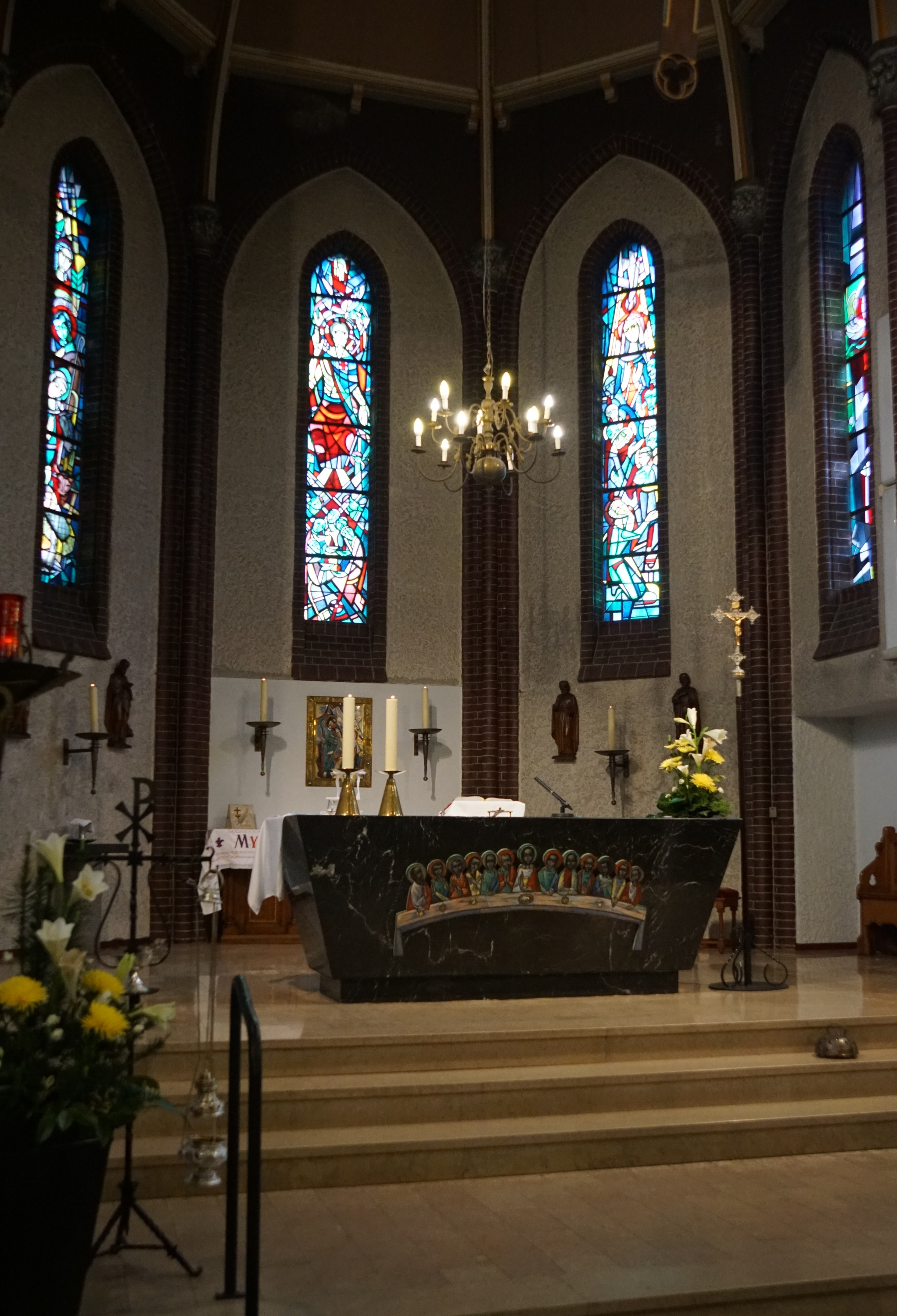
Koor met altaar
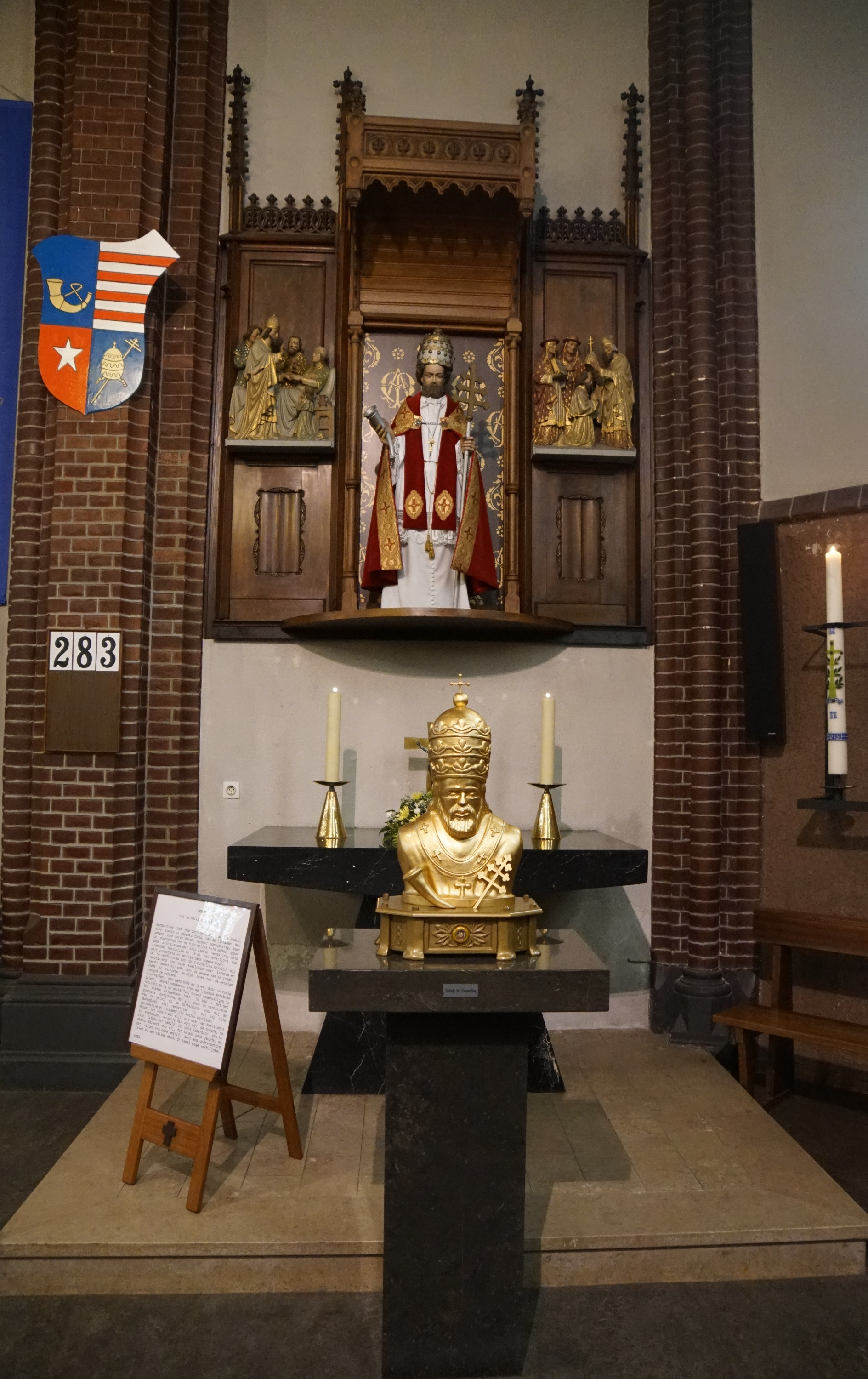
Corneliuskapel met reliek H. Cornelius
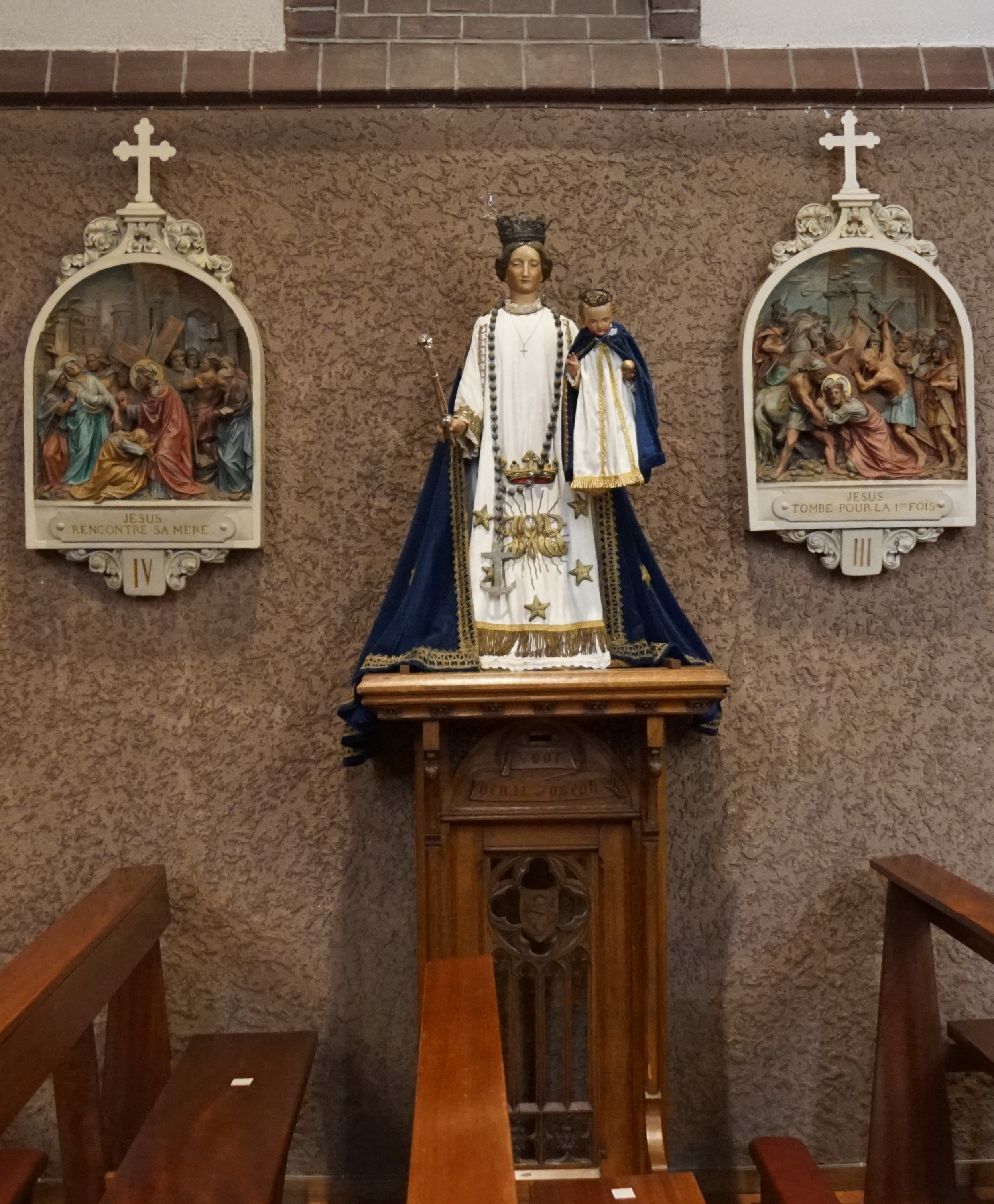
Staakmadonna (circa 1845)
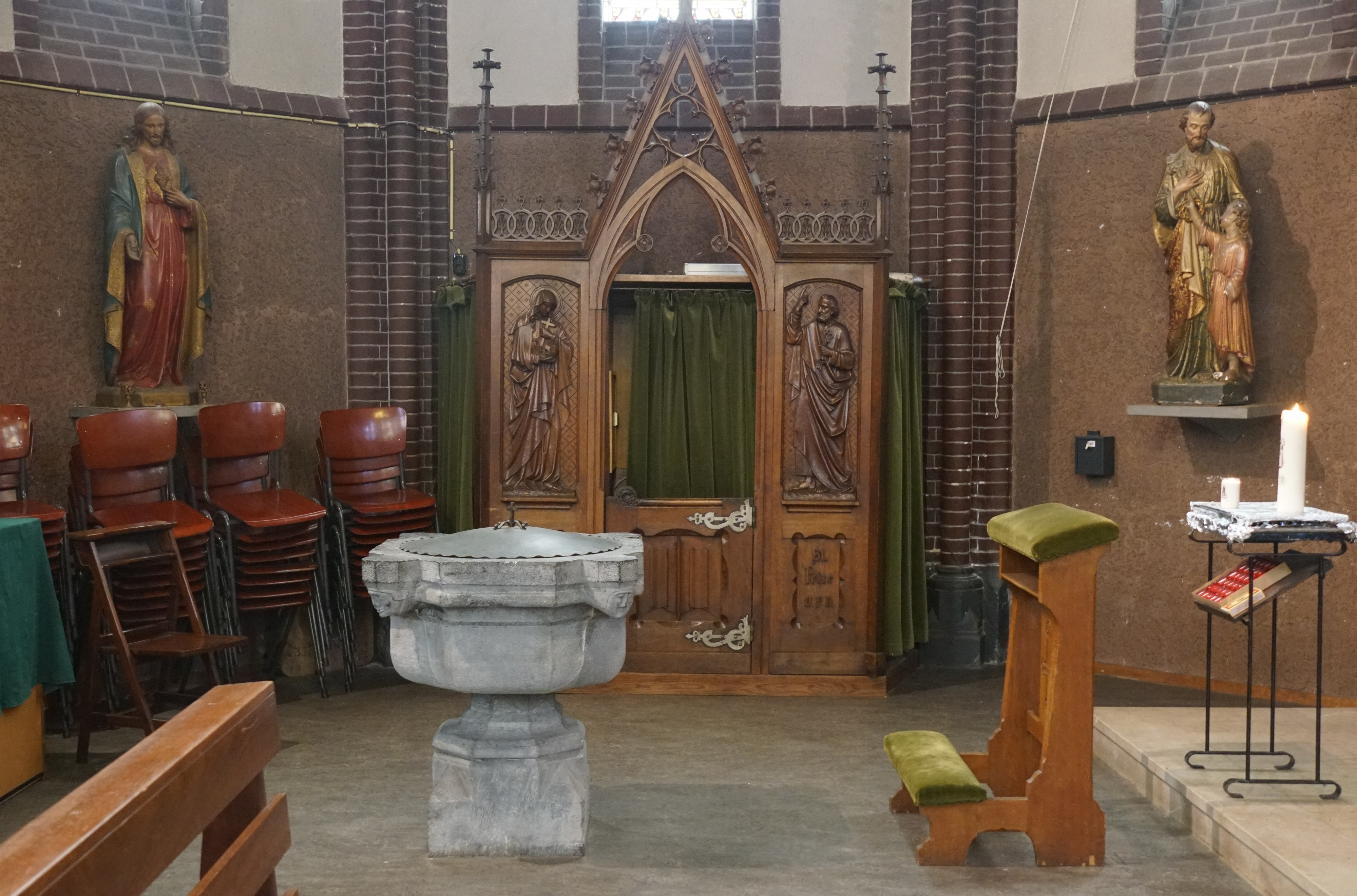
Doopvont en biechtstoel (1912)
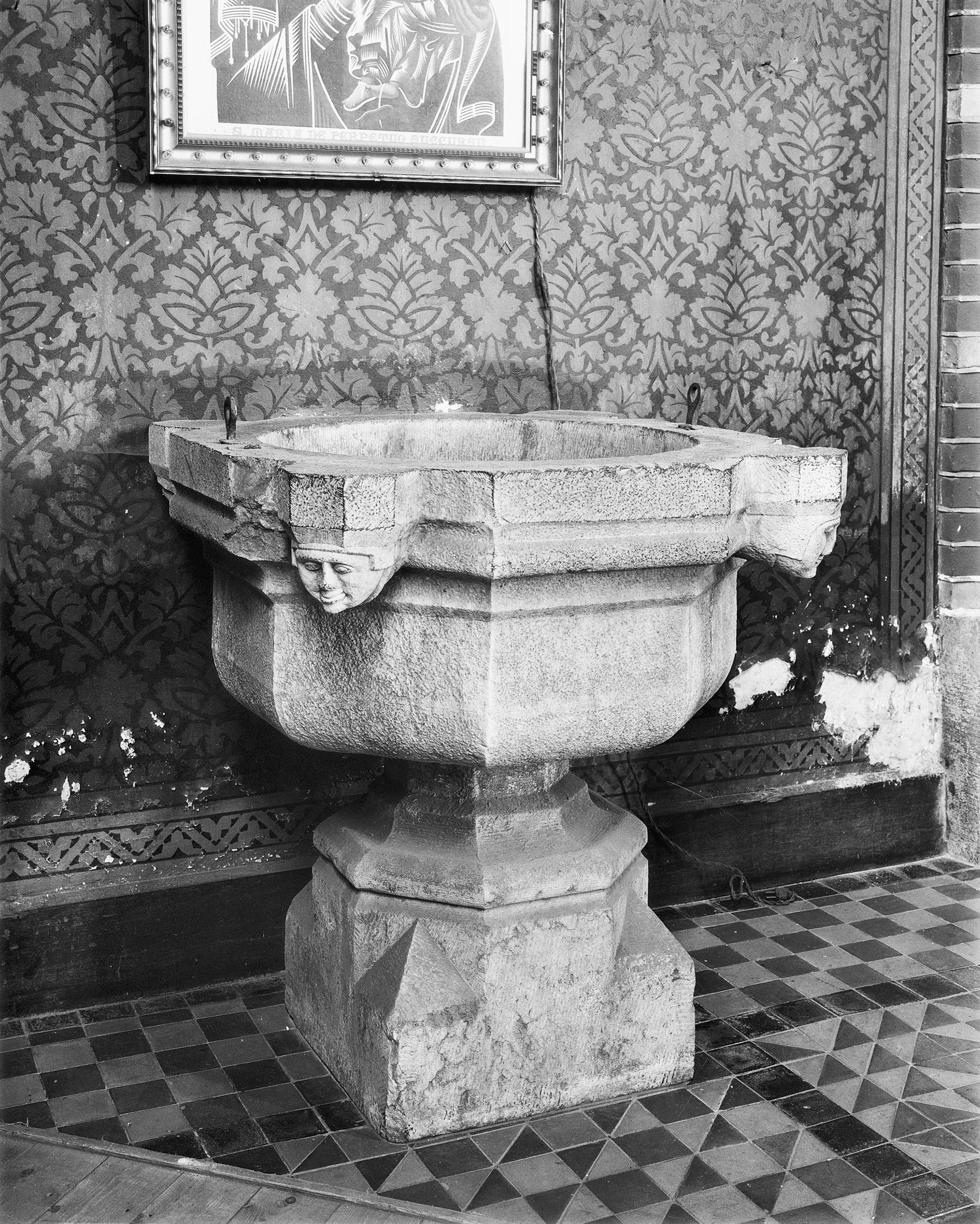
Doopvont (15e eeuw)
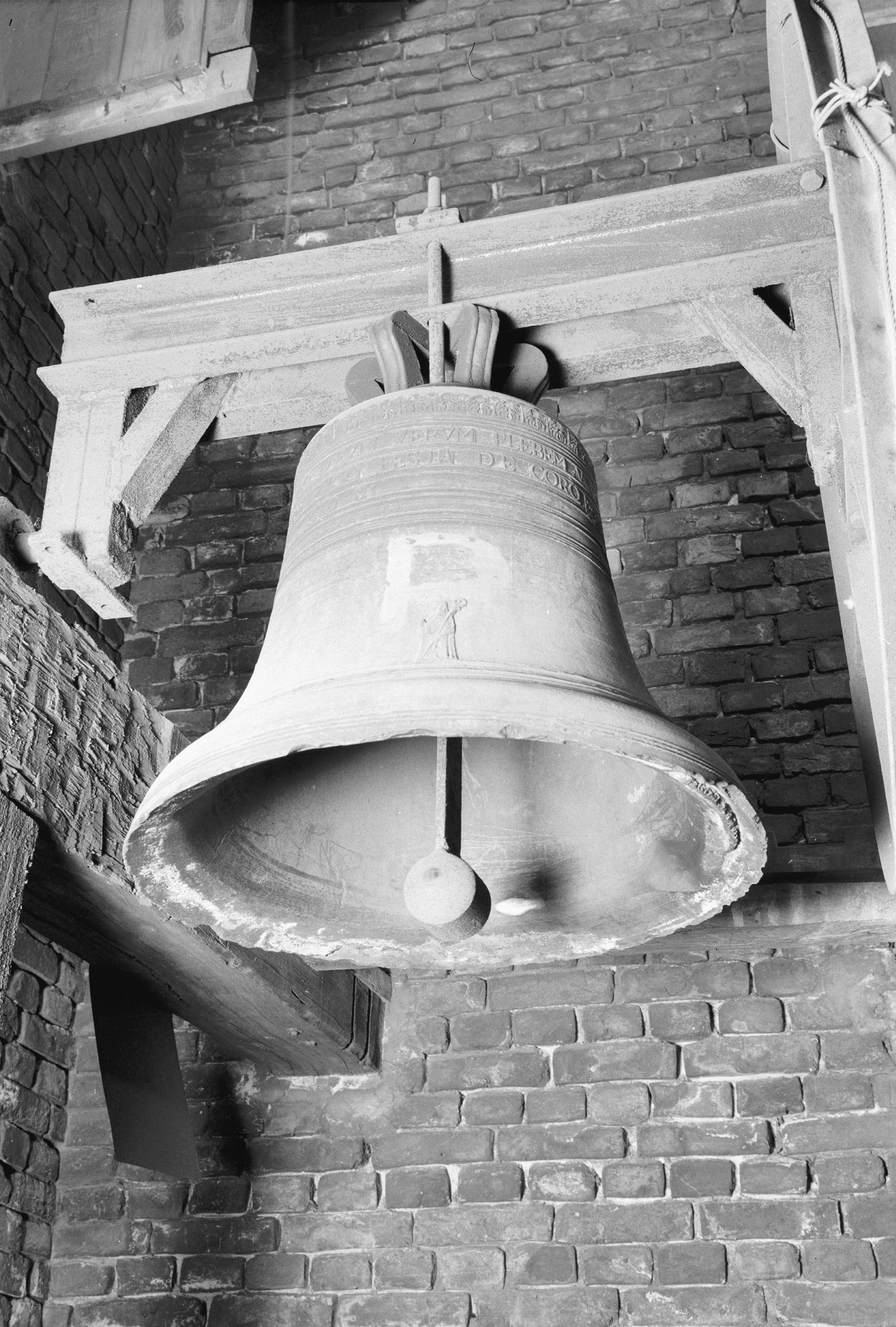
Luidklok

Een deel van de glas-in-loodramen zijn afkomstig uit het Roermondse atelier van Frans Nicolas (zie Joep Nicolas) en werden gemaakt in 1907 en geplaatst in 1910. De voorstellingen betreffen de H. Carolus Borromaeus, H. Edmundus van Abingdon, H. Marguérite,  H. Mauritius van Agaunum, H. Johanna Francisca Frémiot de Cantal, H. Raymund Nonnatus, H. Helena, en de H. Hyacinthus van Polen. Daarnaast is er een raam op het oksaal voorstellende Maria en Johannes onder het kruis. 
De kerk heeft twee glas-in-loodramen van Henri Pieters gemaakt in 1941, voorstellende Sint Cornelius en H. Aloysius van Gonzaga.
Verder heeft de kerk glas-in-loodramen van Frans Griesenbrock uit 1961. Het betreft vijf raampjes boven de westelijke entree met vissymbolen, vier ramen met vrije compositie, een raam voorstellende de geboorte van Jezus, een raam voorstellende Christus Salvator Mundi en een raam voorstellende Pinksteren. In de sacristie bevinden zich ramen met voorstellingen van de sacramenten en voorstellingen uit het leven van Jezus.
Verder heeft de pastorie een raam uit 2001 van een onbekende kunstenaar voorstellende de H. Martin van Tours.

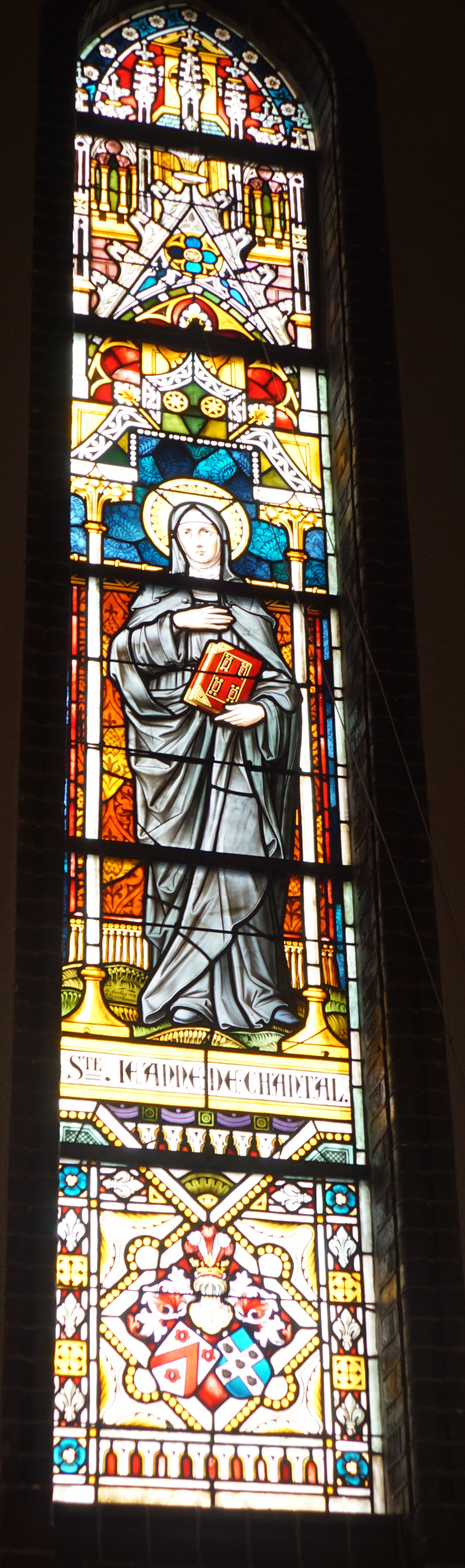
H. Johanna Francisca Frémiot de Cantal (atelier Nicolas, 1907)
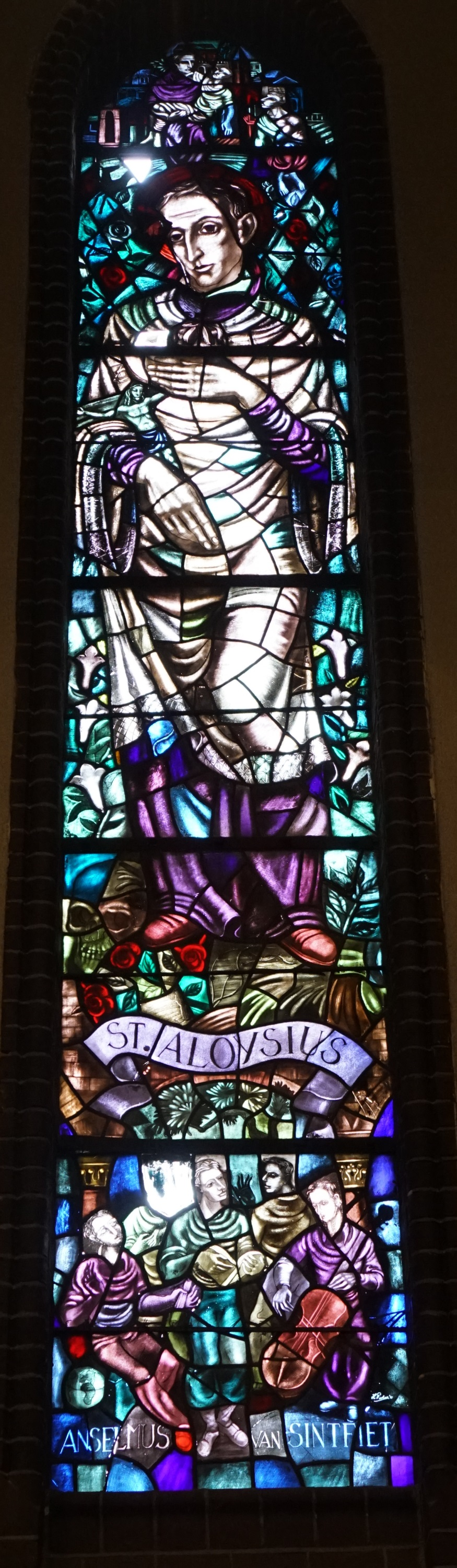
St. Aloysius (Henri Pieters, 1941)
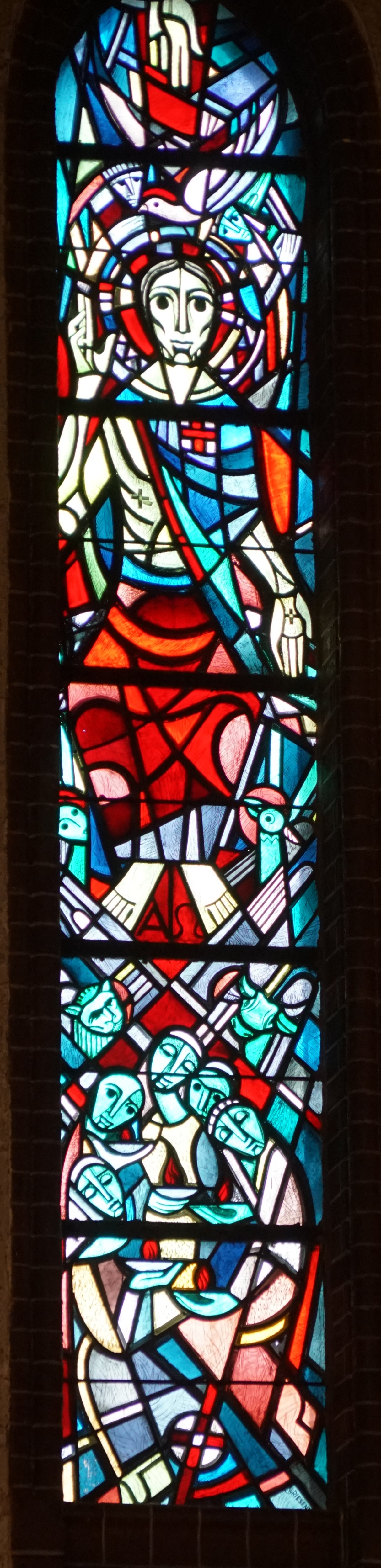
Christus Salvator Mundi (Frans Griesenbrock, 1961)

Het huidige orgel werd in 1915 gebouwd door de firma Vermeulen en in 1955 gewijzigd door Verschueren Orgelbouw. In 1981 werd het in de Corneliuskerk geplaatst.